# Athens (Luizjana)
Athens – wieś w Stanach Zjednoczonych, w stanie Luizjana, w parafii Claiborne.